# Neoptychodes cretatus
Neoptychodes cretatus là một loài bọ cánh cứng trong họ Cerambycidae.